# Оганджанян, Мушег Григорьевич
Мушег Григорьевич Оганджанян (арм. Մուշեղ Գրիգորիի Օհանջանյան; 12 мая 1924, Тазабина — 1 октября 2017) — советский хозяйственный, государственный и политический деятель.

## Биография
Родился в 1924 году в селе Норагюх. Член КПСС.
С 1942 года — на хозяйственной, общественной и политической работе. В 1942—2015 гг. — счетовод в колхозе, агроном в областном сельском управлении, агроном в Гадрутском районе, заведующий сельскохозяйственным отделом, директор машинно-тракторной станции, начальник областного управления сельского хозяйства НКАО, первый секретарь Степанакертского райкома КП Азербайджана, председатель исполнительного комитета Нагорно-Карабахского областного совета, заместитель председателя, первый заместитель председателя республиканских объединений «Азерсельхозхимия», председатель Центральной избирательной комиссии НКР, заместитель председателя, советник председателя Национального собрания Нагорного Карабаха.
Избирался депутатом Верховного Совета СССР 7-го и 8-го созывов.
Умер в 2017 году.